# Monte Kitchener
Il monte Kitchener è una montagna appartenente alle Montagne Rocciose Canadesi, localizzata nella provincia canadese dell'Alberta.
Ha un'altezza di 3.505 metri sul livello del mare. Fino al 1916 era chiamato Monte Douglas.